# Бресель, Люка
Лю́ка Бресе́ль (нидерл. Luca Brecel; род. 8 марта 1995, Дилсен-Стоккем, Бельгия) — бельгийский профессиональный снукерист, победитель четырёх рейтинговых турниров. Член Зала славы снукера с 2024 года.
В 2017 году Бресель стал первым снукеристом из континентальной Европы, выигравшим рейтинговый турнир (China Championship 2017). На его счету также победы в Scottish Open (2021) и Championship League (2022).
Бресель дебютировал на чемпионатах мира в 2012 году в возрасте 17 лет и 45 дней, став самым молодым игроком мировых первенств в истории.
В 2023 году выиграл чемпионат мира по снукеру, тем самым став первым в истории чемпионом мира из страны не являющейся частью Великобритании или входящей в Британское содружество.

## Ранние годы и любительская карьера
Люка Бресель родился 8 марта 1995 года в Дилсен-Стоккеме, Бельгия. Он стал вторым ребёнком в семье Карло и Мирельи Бреселей. Карло специализировался на ремонте сооружений, повреждаемых во время штормов и града, Мирелья была домохозяйкой. Люка начал играть в снукер в 9-летнем возрасте. Он быстро прогрессировал, начал заниматься с тренером. Через некоторое время Люка перешёл на домашнее обучение чтобы посвящать больше времени игре, а семья переехала в помещение с собственным снукерным столом. В 12-летнем возрасте Люка сделал первый сенчури-брейк в соревновательных условиях.
В 2009 году Бресель выиграл чемпионат Европы для игроков не старше 19 лет, победив в финале Майкла Уэсли (6-5). Он стал самым молодым чемпионом в истории турнира (14 лет). Победа в этом турнире обеспечила бы ему место в мэйн-туре и статус профессионала, но Люка не мог начать профессиональную карьеру из-за возрастных ограничений — игроку мэйн-тура должно было быть минимум 16 лет. В это время Бресель мог играть в выставочных турнирах. В мае 2009 года на Гранд-финале турнира World Series of Snooker в Португалии Бресель попал в финальную восьмёрку, оказавшись единственным любителем в окружении семи игроков, представляющих топ-32 мэйн-тура. Он обыграл Джимми Уайта 4:3 и экс-чемпиона мира Кена Доэрти 5:3 на пути в четвертьфинал, где в упорной борьбе уступил ещё одному бывшему чемпиону мира — Грэму Дотту со счётом 4:5.
В янвраре 2010 года Бресель со счётом 4:1 победил 7-кратного чемпиона мира Стивена Хендри в выставочном матче в Брюгге. В мае Люка стал чемпионом Бельгии, обыграв в финале профессионала, Бьёрна Ханевеера, со счётом 7:4. Бреселю принадлежал и высший брейк турнира (136). В июне он стал чемпионом Европы, победив нидерландца Роя Столка. Он также сыграл на нескольких этапах серий Players Tour Championship и Euro Players Tour Championship. В октябре Бресель был приглашён для участия в первом турнире по правилам «Power Snooker». В число 8-и приглашённых игроков, помимо Бреселя, вошли, в том числе, три чемпиона мира, включая действующего. Люка в первом раунде турнира уступил его будущему победителю Ронни О’Салливану. По итогам 2010 года, Люка Бресель получил награду «самому многообещающему молодому таланту» бельгийского спорта по версии национальной прессы. 

## Профессиональная карьера

### Сезон 2011/12
Бресель получил уайлд-кард на выступление в мэйн-туре на сезон 2011/12. В квалификации к своему первому рейтинговому турниру, Australian Goldfields Open 2011, он проиграл в первом же раунде.

Успешно прошёл квалификацию к главному турниру года — чемпионату мира. На своём триумфальном пути он обыграл таких игроков как: Иан Маккалох (10:2), Барри Пинчес (10:3), Майкл Холт (10:9) и Марк Кинг (10:8).
 Бресель, таким образом, стал самым молодым дебютантом чемпионата мира.

### Сезон 2012/13
2 июля Лука сделал свой второй максимальный брейк на любительском турнире. В квалификации на Wuxi Classic, Бресель дошёл до 3-го раунда, где уступил Джейми Бёрнетту — 5:4. На следующий турнир, Australian Goldfields Open, Лука прошёл квалификацию, но уступил в 1-м раунде Роду Лоулеру. На следующий рейтинговый турнир, Шанхай Мастерс, Бресель не попал, проиграв во втором раунде квалификации Энди Хиксу.

## Выступления на турнирах
| Рейтинг на начало сезона           | [ 15 ]                   | [ 15 ]                   | [ 16 ]                   | [ 17 ]                   | 72                       | 63                       | 44                       | 30                       | 27                       | 15                       | 15                       | 15                       | 38                     | 39                     | 12                     | 2                      | 4                      |                        |                        |                        |                        |                        |                        |                        |                        |                        |                        |                      |                      |
| Рейтинговые турниры                |                          |                          |                          |                          |                          |                          |                          |                          |                          |                          |                          |                          |                        |                        |                        |                        |                        |                        |                        |                        |                        |                        |                        |                        |                        |                        |                        |                      |                      |
| Championship League                | Турнир был нерейтинговым | Турнир был нерейтинговым | Турнир был нерейтинговым | Турнир был нерейтинговым | Турнир был нерейтинговым | Турнир был нерейтинговым | Турнир был нерейтинговым | Турнир был нерейтинговым | Турнир был нерейтинговым | Турнир был нерейтинговым | Турнир был нерейтинговым | Турнир был нерейтинговым | RR                     | RR                     | W                      | —                      | —                      |                        |                        |                        |                        |                        |                        |                        |                        |                        |                        |                      |                      |
| Xi'an Grand Prix                   | Турнир не проводился     | Турнир не проводился     | Турнир не проводился     | Турнир не проводился     | Турнир не проводился     | Турнир не проводился     | Турнир не проводился     | Турнир не проводился     | Турнир не проводился     | Турнир не проводился     | Турнир не проводился     | Турнир не проводился     | Турнир не проводился   | Турнир не проводился   | Турнир не проводился   | Турнир не проводился   | WD                     |                        |                        |                        |                        |                        |                        |                        |                        |                        |                        |                      |                      |
| Saudi Arabia Masters               | Турнир не проводился     | Турнир не проводился     | Турнир не проводился     | Турнир не проводился     | Турнир не проводился     | Турнир не проводился     | Турнир не проводился     | Турнир не проводился     | Турнир не проводился     | Турнир не проводился     | Турнир не проводился     | Турнир не проводился     | Турнир не проводился   | Турнир не проводился   | Турнир не проводился   | Турнир не проводился   | 5R                     |                        |                        |                        |                        |                        |                        |                        |                        |                        |                        |                      |                      |
| English Open                       | Турнир не проводился     | Турнир не проводился     | Турнир не проводился     | Турнир не проводился     | Турнир не проводился     | Турнир не проводился     | Турнир не проводился     | 1R                       | 2R                       | 2R                       | 1R                       | 1R                       | 2R                     | QF                     | F                      | 3R                     | 2R                     |                        |                        |                        |                        |                        |                        |                        |                        |                        |                        |                      |                      |
| British Open                       | Турнир не проводился     | Турнир не проводился     | Турнир не проводился     | Турнир не проводился     | Турнир не проводился     | Турнир не проводился     | Турнир не проводился     | Турнир не проводился     | Турнир не проводился     | Турнир не проводился     | Турнир не проводился     | Турнир не проводился     | Турнир не проводился   | 3R                     | LQ                     | LQ                     | 3R                     |                        |                        |                        |                        |                        |                        |                        |                        |                        |                        |                      |                      |
| Wuhan Open                         | Турнир не проводился     | Турнир не проводился     | Турнир не проводился     | Турнир не проводился     | Турнир не проводился     | Турнир не проводился     | Турнир не проводился     | Турнир не проводился     | Турнир не проводился     | Турнир не проводился     | Турнир не проводился     | Турнир не проводился     | Турнир не проводился   | Турнир не проводился   | Турнир не проводился   | WD                     | LQ                     |                        |                        |                        |                        |                        |                        |                        |                        |                        |                        |                      |                      |
| Nothern Ireland Open               | Турнир не проводился     | Турнир не проводился     | Турнир не проводился     | Турнир не проводился     | Турнир не проводился     | Турнир не проводился     | Турнир не проводился     | 3R                       | WD                       | 4R                       | 3R                       | 3R                       | 3R                     | 2R                     | 3R                     | —                      | 2R                     |                        |                        |                        |                        |                        |                        |                        |                        |                        |                        |                      |                      |
| International Championship         | Не проводился            | Не проводился            | Не проводился            | LQ                       | LQ                       | LQ                       | 1R                       | 1R                       | 2R                       | LQ                       | 2R                       | 2R                       | Не проводился          | Не проводился          | Не проводился          | 1R                     | LQ                     |                        |                        |                        |                        |                        |                        |                        |                        |                        |                        |                      |                      |
| UK Championship                    | —                        | —                        | LQ                       | QF                       | 2R                       | 2R                       | 4R                       | QF                       | 3R                       | 3R                       | 1R                       | 1R                       | 2R                     | F                      | 2R                     | 2R                     | 1R                     |                        |                        |                        |                        |                        |                        |                        |                        |                        |                        |                      |                      |
| Shoot Out                          | Турнир был нерейтинговым | Турнир был нерейтинговым | Турнир был нерейтинговым | Турнир был нерейтинговым | Турнир был нерейтинговым | Турнир был нерейтинговым | Турнир был нерейтинговым | 3R                       | 3R                       | 4R                       | 1R                       | 1R                       | 1R                     | 2R                     | 1R                     | —                      | —                      |                        |                        |                        |                        |                        |                        |                        |                        |                        |                        |                      |                      |
| Scottish Open                      | Не проводился            | Не проводился            | Не проводился            | МР                       | Не проводился            | Не проводился            | Не проводился            | 1R                       | —                        | 3R                       | 1R                       | 1R                       | 2R                     | W                      | LQ                     | 2R                     | QF                     |                        |                        |                        |                        |                        |                        |                        |                        |                        |                        |                      |                      |
| German Masters                     | НП                       | WR                       | LQ                       | LQ                       | 1R                       | LQ                       | F                        | LQ                       | LQ                       | LQ                       | 2R                       | 2R                       | 2R                     | 2R                     | 2R                     | LQ                     | 2R                     |                        |                        |                        |                        |                        |                        |                        |                        |                        |                        |                      |                      |
| Welsh Open                         | —                        | —                        | LQ                       | LQ                       | 1R                       | SF                       | 4R                       | 1R                       | 2R                       | 1R                       | 4R                       | 4R                       | 1R                     | LQ                     | 3R                     | QF                     | SF                     |                        |                        |                        |                        |                        |                        |                        |                        |                        |                        |                      |                      |
| World Open                         | —                        | LQ                       | LQ                       | LQ                       | LQ                       | НП                       | НП                       | 1R                       | SF                       | 2R                       | 1R                       | 1R                       | Не проводился          | Не проводился          | Не проводился          | 2R                     | WD                     |                        |                        |                        |                        |                        |                        |                        |                        |                        |                        |                      |                      |
| World Grand Prix                   | Турнир не проводился     | Турнир не проводился     | Турнир не проводился     | Турнир не проводился     | Турнир не проводился     | НР                       | 1R                       | DNQ                      | 1R                       | DNQ                      | DNQ                      | DNQ                      | DNQ                    | 2R                     | 2R                     | DNQ                    | DNQ                    |                        |                        |                        |                        |                        |                        |                        |                        |                        |                        |                      |                      |
| Players Championship               | НП                       | DNQ                      | DNQ                      | DNQ                      | DNQ                      | 1R                       | 1R                       | DNQ                      | 1R                       | DNQ                      | DNQ                      | DNQ                      | DNQ                    | 1R                     | QF                     | DNQ                    | DNQ                    |                        |                        |                        |                        |                        |                        |                        |                        |                        |                        |                      |                      |
| Tour Championship                  | Турнир не проводился     | Турнир не проводился     | Турнир не проводился     | Турнир не проводился     | Турнир не проводился     | Турнир не проводился     | Турнир не проводился     | Турнир не проводился     | Турнир не проводился     | DNQ                      | DNQ                      | DNQ                      | DNQ                    | SF                     | DNQ                    | DNQ                    | DNQ                    |                        |                        |                        |                        |                        |                        |                        |                        |                        |                        |                      |                      |
| Чемпионат мира                     | —                        | —                        | 1R                       | LQ                       | LQ                       | LQ                       | LQ                       | 1R                       | 1R                       | 1R                       | LQ                       | LQ                       | LQ                     | 1R                     | W                      | 1R                     | QF                     |                        |                        |                        |                        |                        |                        |                        |                        |                        |                        |                      |                      |
| Нерейтинговые турниры              |                          |                          |                          |                          |                          |                          |                          |                          |                          |                          |                          |                          |                        |                        |                        |                        |                        |                        |                        |                        |                        |                        |                        |                        |                        |                        |                        |                      |                      |
| Шанхай Мастерс                     | Турнир был рейтинговым   | Турнир был рейтинговым   | Турнир был рейтинговым   | Турнир был рейтинговым   | Турнир был рейтинговым   | Турнир был рейтинговым   | Турнир был рейтинговым   | Турнир был рейтинговым   | Турнир был рейтинговым   | 1R                       | —                        | —                        | Не проводился          | Не проводился          | Не проводился          | F                      | 2R                     |                        |                        |                        |                        |                        |                        |                        |                        |                        |                        |                      |                      |
| Champion of Champions              | Не проводился            | Не проводился            | Не проводился            | Не проводился            | —                        | —                        | —                        | —                        | SF                       | 1R                       | —                        | —                        | 1R                     | —                      | 1R                     | 1R                     | 1R                     |                        |                        |                        |                        |                        |                        |                        |                        |                        |                        |                      |                      |
| Riyadh Season Championship         | Турнир не проводился     | Турнир не проводился     | Турнир не проводился     | Турнир не проводился     | Турнир не проводился     | Турнир не проводился     | Турнир не проводился     | Турнир не проводился     | Турнир не проводился     | Турнир не проводился     | Турнир не проводился     | Турнир не проводился     | Турнир не проводился   | Турнир не проводился   | Турнир не проводился   | F                      | F                      |                        |                        |                        |                        |                        |                        |                        |                        |                        |                        |                      |                      |
| Мастерс                            | DNQ                      | DNQ                      | DNQ                      | DNQ                      | DNQ                      | DNQ                      | DNQ                      | DNQ                      | 1R                       | QF                       | DNQ                      | DNQ                      | DNQ                    | DNQ                    | 1R                     | 1R                     | QF                     |                        |                        |                        |                        |                        |                        |                        |                        |                        |                        |                      |                      |
| Championship League                | —                        | —                        | —                        | —                        | —                        | —                        | —                        | —                        | RR                       | WD                       | RR                       | W                        | —                      | —                      | WD                     | —                      | —                      |                        |                        |                        |                        |                        |                        |                        |                        |                        |                        |                      |                      |
| Упразднённые рейтинговые турниры   |                          |                          |                          |                          |                          |                          |                          |                          |                          |                          |                          |                          |                        |                        |                        |                        |                        |                        |                        |                        |                        |                        |                        |                        |                        |                        |                        |                      |                      |
| Wuxi Classic                       | НП                       | НР                       | НР                       | LQ                       | LQ                       | LQ                       | Турнир не проводился     | Турнир не проводился     | Турнир не проводился     | Турнир не проводился     | Турнир не проводился     | Турнир не проводился     | Турнир не проводился   | Турнир не проводился   | Турнир не проводился   | Турнир не проводился   | Турнир не проводился   | Турнир не проводился   | Турнир не проводился   | Турнир не проводился   | Турнир не проводился   | Турнир не проводился   | Турнир не проводился   | Турнир не проводился   | Турнир не проводился   | Турнир не проводился   |                        |                      |                      |
| Australian Goldfields Open         | НП                       | НП                       | LQ                       | LQ                       | LQ                       | 1R                       | LQ                       | Турнир не проводился     | Турнир не проводился     | Турнир не проводился     | Турнир не проводился     | Турнир не проводился     | Турнир не проводился   | Турнир не проводился   | Турнир не проводился   | Турнир не проводился   | Турнир не проводился   | Турнир не проводился   | Турнир не проводился   | Турнир не проводился   | Турнир не проводился   | Турнир не проводился   | Турнир не проводился   | Турнир не проводился   | Турнир не проводился   | Турнир не проводился   | Турнир не проводился   |                      |                      |
| Шанхай Мастерс                     | —                        | —                        | LQ                       | LQ                       | LQ                       | LQ                       | 1R                       | LQ                       | QF                       | Нерейтинговый            | Нерейтинговый            | Нерейтинговый            | Не проводился          | Не проводился          | Не проводился          | НР                     | НР                     |                        |                        |                        |                        |                        |                        |                        |                        |                        |                        |                      |                      |
| Paul Hunter Classic                | Pro-am                   | Низкорейтинговый турнир  | Низкорейтинговый турнир  | Низкорейтинговый турнир  | Низкорейтинговый турнир  | Низкорейтинговый турнир  | Низкорейтинговый турнир  | 1R                       | 2R                       | 3R                       | НР                       | НР                       | Турнир не проводился   | Турнир не проводился   | Турнир не проводился   | Турнир не проводился   | Турнир не проводился   | Турнир не проводился   | Турнир не проводился   | Турнир не проводился   | Турнир не проводился   |                        |                        |                        |                        |                        |                        |                      |                      |
| Indian Open                        | Tournament Not Held      | Tournament Not Held      | Tournament Not Held      | Tournament Not Held      | LQ                       | 2R                       | НП                       | WD                       | 1R                       | 3R                       | Турнир не проводился     | Турнир не проводился     | Турнир не проводился   | Турнир не проводился   | Турнир не проводился   | Турнир не проводился   | Турнир не проводился   | Турнир не проводился   |                        |                        |                        |                        |                        |                        |                        |                        |                        |                      |                      |
| China Open                         | —                        | —                        | LQ                       | LQ                       | 3R                       | LQ                       | 1R                       | LQ                       | 1R                       | SF                       | Турнир не проводился     | Турнир не проводился     | Турнир не проводился   | Турнир не проводился   | Турнир не проводился   | Турнир не проводился   | Турнир не проводился   |                        |                        |                        |                        |                        |                        |                        |                        |                        |                        |                      |                      |
| Riga Masters                       | Турнир не проводился     | Турнир не проводился     | Турнир не проводился     | Турнир не проводился     | Турнир не проводился     | МР                       | МР                       | 1R                       | 2R                       | 1R                       | 1R                       | 1R                       | Турнир не проводился   | Турнир не проводился   | Турнир не проводился   | Турнир не проводился   | Турнир не проводился   | Турнир не проводился   |                        |                        |                        |                        |                        |                        |                        |                        |                        |                      |                      |
| China Championship                 | Турнир не проводился     | Турнир не проводился     | Турнир не проводился     | Турнир не проводился     | Турнир не проводился     | Турнир не проводился     | Турнир не проводился     | НР                       | W                        | 1R                       | 3R                       | 3R                       | Турнир не проводился   | Турнир не проводился   | Турнир не проводился   | Турнир не проводился   | Турнир не проводился   |                        |                        |                        |                        |                        |                        |                        |                        |                        |                        |                      |                      |
| WST Pro Series                     | Турнир не проводился     | Турнир не проводился     | Турнир не проводился     | Турнир не проводился     | Турнир не проводился     | Турнир не проводился     | Турнир не проводился     | Турнир не проводился     | Турнир не проводился     | Турнир не проводился     | Турнир не проводился     | Турнир не проводился     | 2R                     | Не проводился          | Не проводился          | Не проводился          | Не проводился          |                        |                        |                        |                        |                        |                        |                        |                        |                        |                        |                      |                      |
| Turkish Masters                    | Турнир не проводился     | Турнир не проводился     | Турнир не проводился     | Турнир не проводился     | Турнир не проводился     | Турнир не проводился     | Турнир не проводился     | Турнир не проводился     | Турнир не проводился     | Турнир не проводился     | Турнир не проводился     | Турнир не проводился     | Турнир не проводился   | 2R                     | НП                     | НП                     | НП                     |                        |                        |                        |                        |                        |                        |                        |                        |                        |                        |                      |                      |
| Gibraltar Open                     | Турнир не проводился     | Турнир не проводился     | Турнир не проводился     | Турнир не проводился     | Турнир не проводился     | Турнир не проводился     | МР                       | 3R                       | 1R                       | 1R                       | 3R                       | 3R                       | 2R                     | 3R                     | НП                     | НП                     | НП                     |                        |                        |                        |                        |                        |                        |                        |                        |                        |                        |                      |                      |
| WST Classic                        | Турнир не проводился     | Турнир не проводился     | Турнир не проводился     | Турнир не проводился     | Турнир не проводился     | Турнир не проводился     | Турнир не проводился     | Турнир не проводился     | Турнир не проводился     | Турнир не проводился     | Турнир не проводился     | Турнир не проводился     | Турнир не проводился   | Турнир не проводился   | 1R                     | НП                     | НП                     |                        |                        |                        |                        |                        |                        |                        |                        |                        |                        |                      |                      |
| European Masters                   | Турнир не проводился     | Турнир не проводился     | Турнир не проводился     | Турнир не проводился     | Турнир не проводился     | Турнир не проводился     | Турнир не проводился     | 1R                       | 3R                       | 3R                       | 1R                       | 1R                       | 3R                     | 2R                     | 1R                     | 3R                     | НП                     |                        |                        |                        |                        |                        |                        |                        |                        |                        |                        |                      |                      |
| Упразднённые нерейтинговые турниры |                          |                          |                          |                          |                          |                          |                          |                          |                          |                          |                          |                          |                        |                        |                        |                        |                        |                        |                        |                        |                        |                        |                        |                        |                        |                        |                        |                      |                      |
| World Series Grand Final           | QF                       | Турнир не проводился     | Турнир не проводился     | Турнир не проводился     | Турнир не проводился     | Турнир не проводился     | Турнир не проводился     | Турнир не проводился     | Турнир не проводился     | Турнир не проводился     | Турнир не проводился     | Турнир не проводился     | Турнир не проводился   | Турнир не проводился   | Турнир не проводился   | Турнир не проводился   | Турнир не проводился   | Турнир не проводился   | Турнир не проводился   | Турнир не проводился   | Турнир не проводился   |                        |                        |                        |                        |                        |                        |                      |                      |
| Power Snooker                      | НП                       | QF                       | —                        | Турнир не проводился     | Турнир не проводился     | Турнир не проводился     | Турнир не проводился     | Турнир не проводился     | Турнир не проводился     | Турнир не проводился     | Турнир не проводился     | Турнир не проводился     | Турнир не проводился   | Турнир не проводился   | Турнир не проводился   | Турнир не проводился   | Турнир не проводился   | Турнир не проводился   | Турнир не проводился   | Турнир не проводился   | Турнир не проводился   | Турнир не проводился   | Турнир не проводился   |                        |                        |                        |                        |                      |                      |
| World Grand Prix                   | Турнир не проводился     | Турнир не проводился     | Турнир не проводился     | Турнир не проводился     | Турнир не проводился     | 1R                       | Турнир был рейтинговым   | Турнир был рейтинговым   | Турнир был рейтинговым   | Турнир был рейтинговым   | Турнир был рейтинговым   | Турнир был рейтинговым   | Турнир был рейтинговым | Турнир был рейтинговым | Турнир был рейтинговым | Турнир был рейтинговым | Турнир был рейтинговым | Турнир был рейтинговым | Турнир был рейтинговым | Турнир был рейтинговым | Турнир был рейтинговым | Турнир был рейтинговым | Турнир был рейтинговым | Турнир был рейтинговым | Турнир был рейтинговым | Турнир был рейтинговым |                        |                      |                      |
| Shoot Out                          | НП                       | —                        | —                        | —                        | 1R                       | 2R                       | F                        | Турнир был рейтинговым   | Турнир был рейтинговым   | Турнир был рейтинговым   | Турнир был рейтинговым   | Турнир был рейтинговым   | Турнир был рейтинговым | Турнир был рейтинговым | Турнир был рейтинговым | Турнир был рейтинговым | Турнир был рейтинговым | Турнир был рейтинговым | Турнир был рейтинговым | Турнир был рейтинговым | Турнир был рейтинговым | Турнир был рейтинговым | Турнир был рейтинговым | Турнир был рейтинговым | Турнир был рейтинговым | Турнир был рейтинговым | Турнир был рейтинговым |                      |                      |
| Romanian Masters                   | Турнир не проводился     | Турнир не проводился     | Турнир не проводился     | Турнир не проводился     | Турнир не проводился     | Турнир не проводился     | Турнир не проводился     | Турнир не проводился     | 1R                       | Турнир не проводился     | Турнир не проводился     | Турнир не проводился     | Турнир не проводился   | Турнир не проводился   | Турнир не проводился   | Турнир не проводился   | Турнир не проводился   | Турнир не проводился   | Турнир не проводился   | Турнир не проводился   | Турнир не проводился   | Турнир не проводился   | Турнир не проводился   | Турнир не проводился   | Турнир не проводился   | Турнир не проводился   | Турнир не проводился   | Турнир не проводился | Турнир не проводился |
| Paul Hunter Classic                | Pro-Am                   | Низкорейтинговый турнир  | Низкорейтинговый турнир  | Низкорейтинговый турнир  | Низкорейтинговый турнир  | Низкорейтинговый турнир  | Низкорейтинговый турнир  | Рейтинговый              | Рейтинговый              | Рейтинговый              | SF                       | SF                       | Турнир не проводился   | Турнир не проводился   | Турнир не проводился   | Турнир не проводился   | Турнир не проводился   |                        |                        |                        |                        |                        |                        |                        |                        |                        |                        |                      |                      |
| Six-red World Championship         | —                        | —                        | НП                       | —                        | —                        | —                        | —                        | QF                       | WD                       | SF                       | RR                       | RR                       | НП                     | НП                     | WD                     | НП                     | НП                     |                        |                        |                        |                        |                        |                        |                        |                        |                        |                        |                      |                      |

Обозначения:
- — = Не участвовал в турнире
- WD = Снялся
- LQ = Выбыл в квалификационном раунде (не попал в основную стадию)
- W = Победитель
- F = Финалист
- SF = Полуфинал
- QF = Четвертьфинал
- DQ = Дисквалифицирован
- НП = Турнир не проводился
- НР = Турнир был нерейтинговым
- МР = Турнир был низкорейтинговым
- Pro-Am = Турнир серии Pro-Am

## Достижения в любительской карьере
- Чемпион Европы — 2010
- Чемпион Европы среди игроков до 19 лет — 2009
- International Open среди игроков до 21 года — 2009
- Чемпион Европы среди игроков до 16 лет — 2007
- Чемпион Бельгии среди игроков до 16 лет — 2007, 2008, 2009
- Чемпион Бельгии среди игроков до 21 года — 2008, 2009
- Belgian Open среди игроков до 21 года — 2008
- Командный чемпионат Бельгии — 2008
- Чемпион Фландрии среди игроков до 16 лет — 2008
- Победитель чемпионата Китая — 2017[23]

## Финалы турниров

### Рейтинговые турниры
| Легенда                        |
| Чемпионат мира (1–0)           |
| Чемпионат Великобритании (0–0) |
| Прочие (1–2)                   |

| Результат  | Год  | Турнир         | Соперник в финале | Счёт  |
| ---------- | ---- | -------------- | ----------------- | ----- |
| Финалист   | 2016 | German Masters | Мартин Гоулд      | 5–9   |
| Обладатель | 2021 | Scottish Open  | Джон Хиггинс      | 9–5   |
| Финалист   | 2022 | English Open   | Марк Селби        | 6–9   |
| Обладатель | 2023 | Чемпионат мира | Марк Селби        | 18–15 |

### Нерейтинговые турниры
| Результат | Год  | Турнир         | Соперник в финале | Счёт |
| --------- | ---- | -------------- | ----------------- | ---- |
| Финалист  | 2016 | Shoot-Out      | Робин Халл        | 0–1  |
| Финалист  | 2023 | Шанхай Мастерс | Ронни О’Салливан  | 9-11 |